# Tikveš
Tikveš (makedonsky Тиквеш) je rovinatá oblast v Severní Makedonii. Nachází se na území Vardarského regionu jižně od geografického středu části země. Gjorče Petrov definoval Tikveš jako region mezi pohořím Klepa, které jej na západě odděluje od Pelagonie, a tokem Vardaru na východě, za kterým leží Ovče Pole. Nadmořská výška Tikveše se pohybuje od 110 do 650 metrů. Oblast má rozlohu přibližně 2 000 km², žije v ní okolo 60 000 obyvatel a největšími městy jsou Negotino a Kavadarci.
Regionem protéká Crna Reka, na níž byla v roce 1968 vybudována přehradní nádrž. Tikvešské jezero je se 14 km² největší umělou vodní plochou v zemi a slouží k zavlažování i výrobě elektrické energie. Provozuje se také rybolov, v jezeře žije sumec velký, okoun říční a kapr obecný. Okolí přehrady bylo vyhlášeno významným ptačím územím, kde se vyskytuje orel skalní, sup mrchožravý, výr velký, čáp černý a bělořit škraboškový.
Díky úrodné půdě a dostatku slunečního svitu je Tikveš nejvýznamnější vinařskou oblastí Severní Makedonie, zdejší víno bylo známo již v antických dobách. Nachází se zde 11 000 hektarů vinic, převládají odrůdy Smederevka, Chardonnay, Muškát, Tamjanika, Vranac, pěstují se také stolní hrozny Ribier. Region je také proslulý svými mléčnými výrobky. Významné je i místní nerostné bohatství, v dole Almaš se získává nikl a thallium.
Název regionu je dovozen od legendy o starém městě Tikveš, které bylo zničeno za tureckého vpádu. Tikveš se vyznačuje svérázným dialektem a folklorem, populárním interpretem místních písní byl Nikola Badev. Vesnice Begnište je známá maskovaným průvodem džolomari v první den roku podle juliánského kalendáře. Významnými památkami jsou monastýr Polog ze čtrnáctého století a jeskynní chrám svatého Nikoly u vsi Dradnja.
V roce 1913 zde proběhlo Tikvešské povstání, v němž Vnitřní makedonská revoluční organizace vystoupila proti nadvládě Srbského království.
Ve městě Kavadarci sídlí prvoligový fotbalový klub GFK Tikveš.